# Synagogue de Niederbronn-les-Bains
La synagogue de Niederbronn-les-Bains est un monument historique situé à Niederbronn-les-Bains, dans le département français du Bas-Rhin.

## Localisation
Ce bâtiment est situé au 5, rue du Couvent à Niederbronn-les-Bains.

## Historique
La synagogue actuelle, visible uniquement de l'extérieur, a été construite en 1869 et inaugurée le 22 septembre 1869. Elle avait remplacé le précédent édifice de 1833, fermé en 1862 car devenu trop petit et menaçant ruine, puis saccagé par les Nazis durant la Seconde guerre mondiale.
Le bâtiment, affecté comme salle de réunion pour la paroisse catholique Saint-Martin, a été solennellement désacralisé le 13 mai 1986, en présence des représentants des trois cultes, puis vendu à la Ville de Niederbronn-les-Bains en 1989. Une cérémonie d'adieux s'y est déroulée le 21 avril 1991.
L'édifice a fait l'objet d'une inscription des façades et toitures sur l'Inventaire supplémentaire des monuments historiques le 13 avril 1992,.

## Architecture
Bâtiment du 3e quart du XIXe siècle est d'architecture de style oriental par la domination des fenêtres à arcs outrepassés, construit à un vaisseau selon un plan allongé.
Sur le linteau, une inscription en lettres hébraïques lance une invitation : « Ouvrez-moi les portes de la Justice, j’y entrerai pour louer Dieu.».

## Références

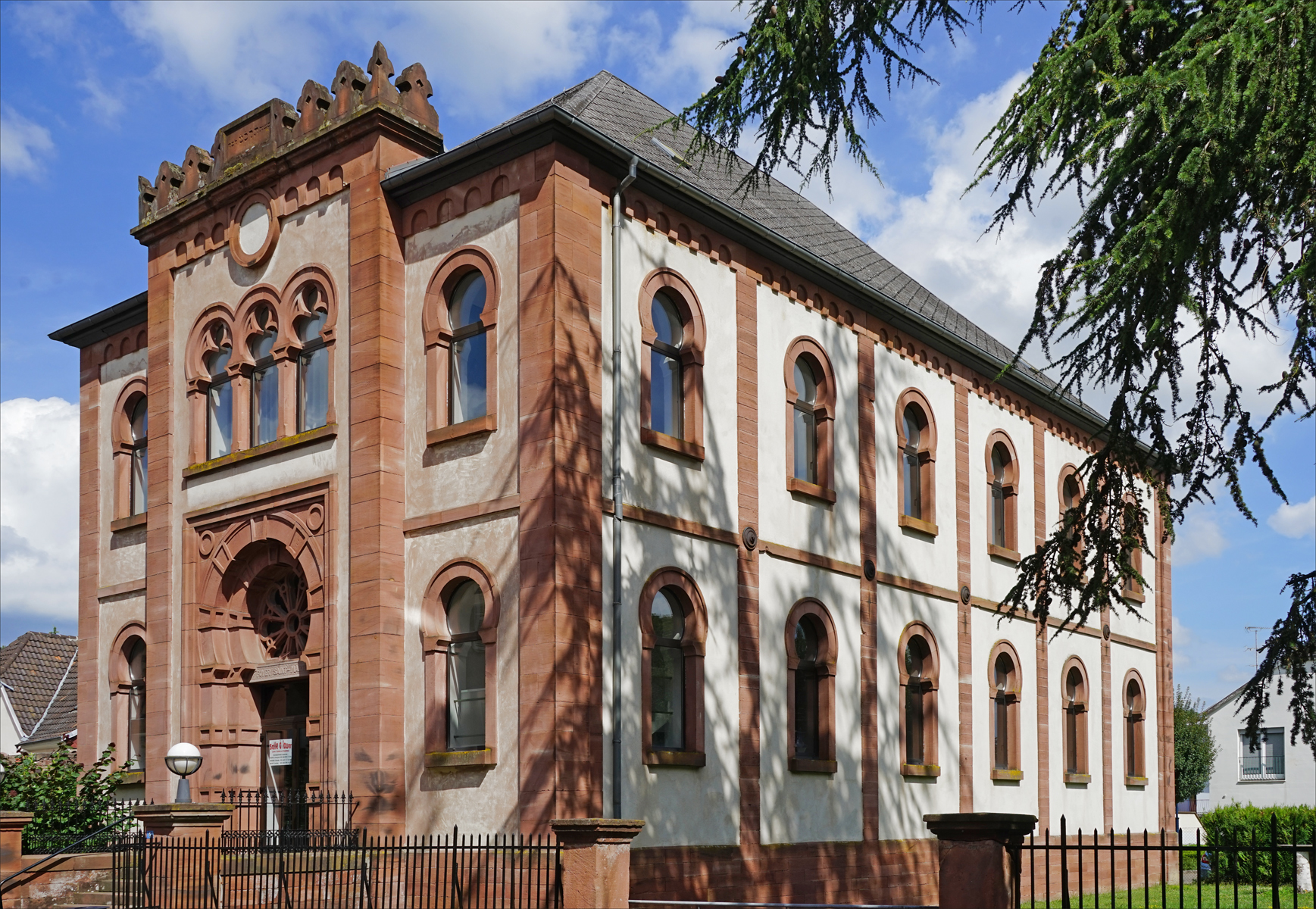
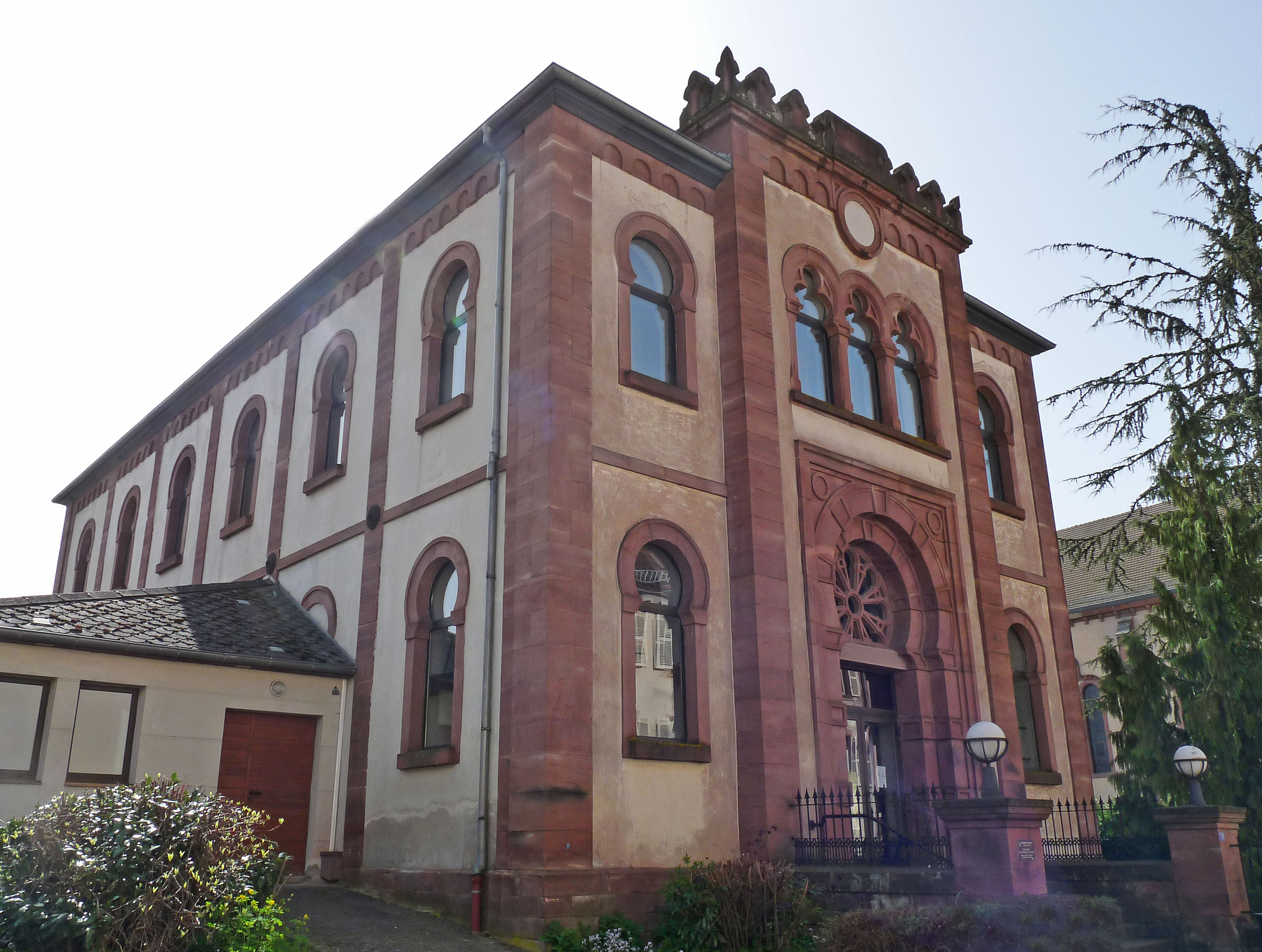
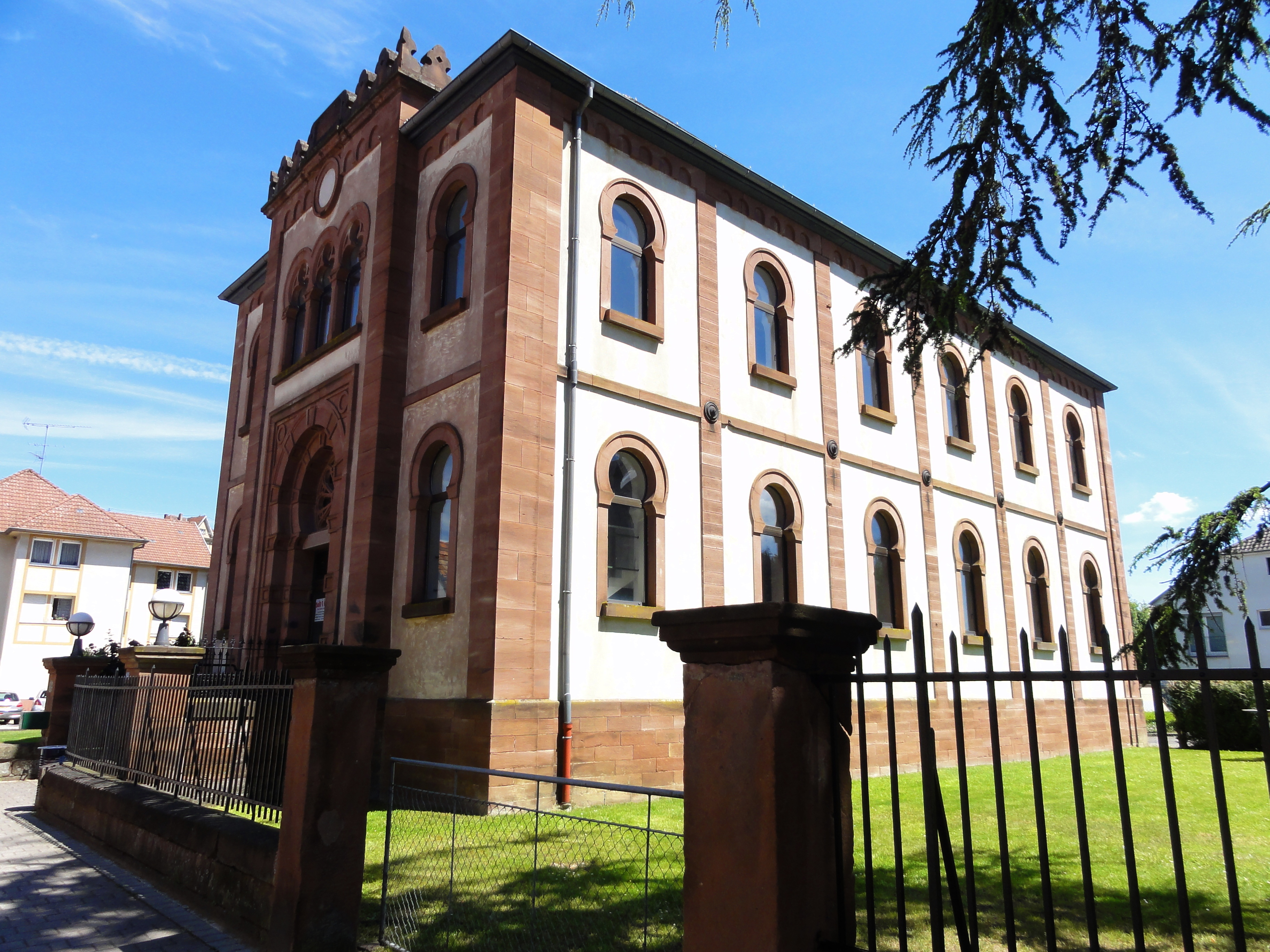
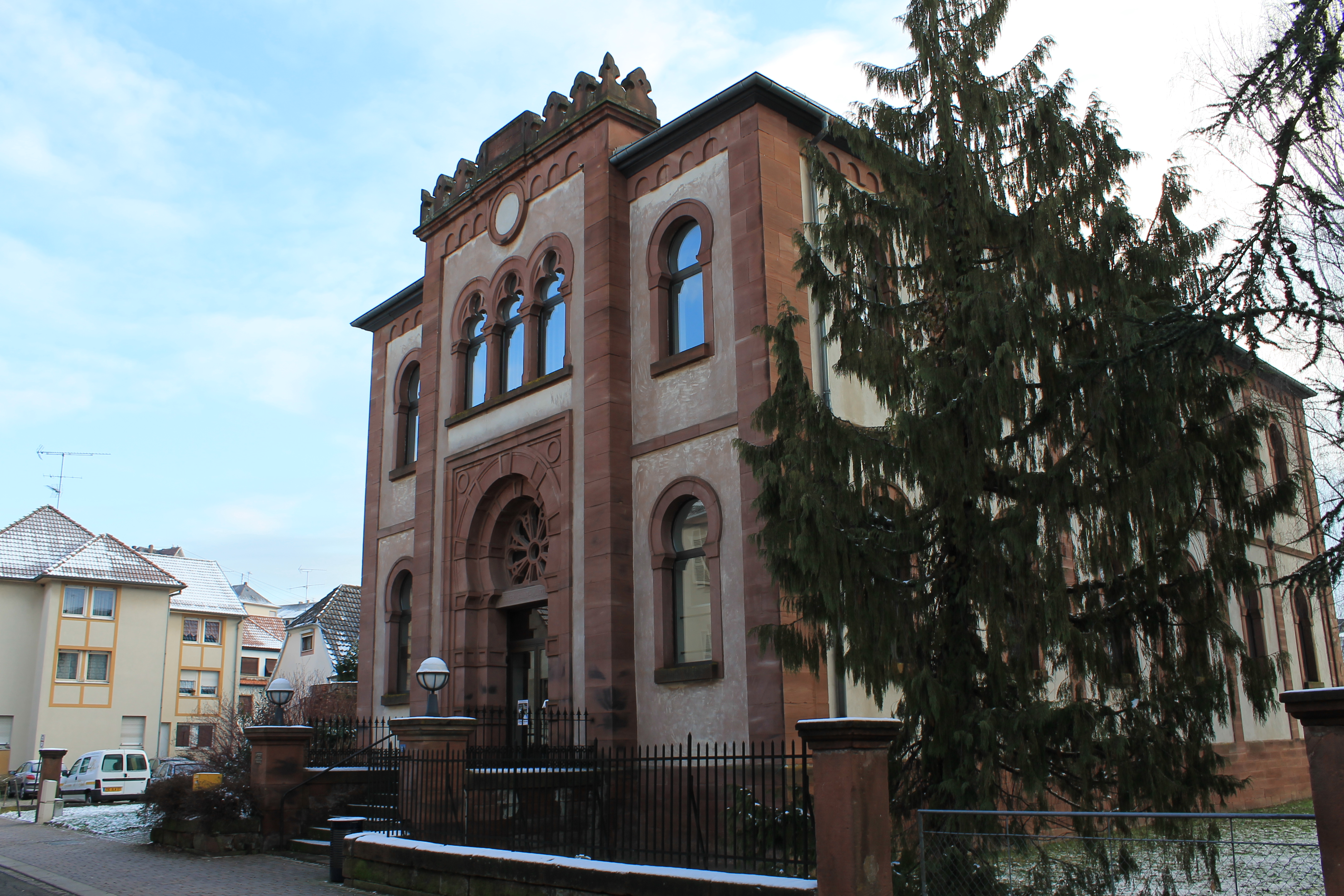
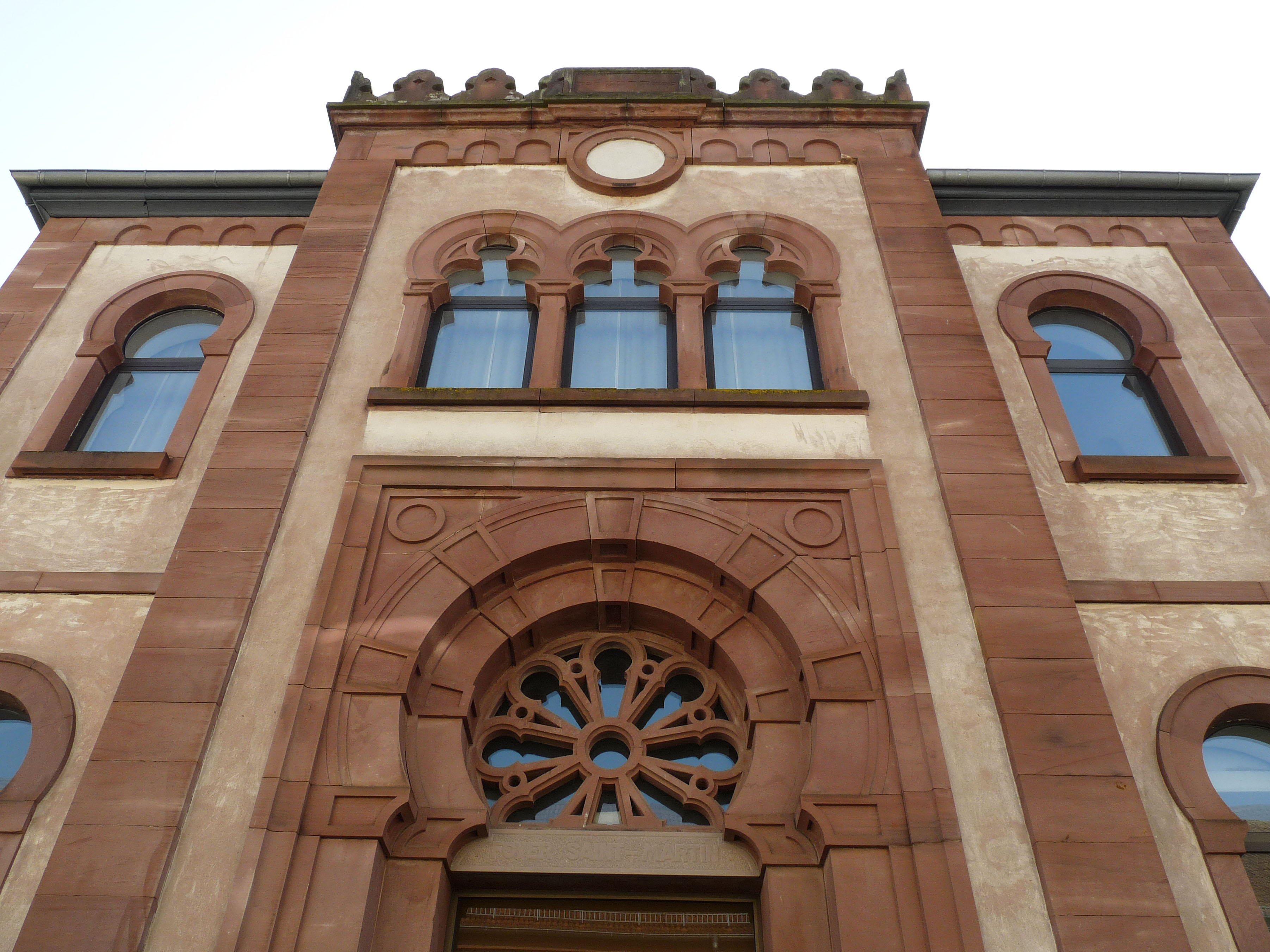